# Francesco Gaetano Gonzaga
Francesco Gaetano Gonzaga (Vescovato, 10 ottobre 1673 – Vescovato, 24 luglio 1735) fu marchese di Vescovato dal 1694 al 1735 e principe del Sacro Romano Impero..

## Biografia
Francesco Gaetano nacque a Vescovato nel 1675 da Sigismondo III Gonzaga, discendente della famiglia dei Gonzaga di Vescovato, ramo collaterale dei Gonzaga e da Elena Amigoni (1639-1733), figlia di Alfonso e Isabella d'Arco.
Seccedette al padre nel 1694 e l'anno successivo e ricevette l'investitura come marchese di Vescovato.
Allo scoppio della guerra di successione spagnola (che porterà alla fine del governo gonzaghesco a Mantova)  l'Esercito imperiale attaccò la città di Mantova, costringendo il duca Ferdinando Carlo di Gonzaga-Nevers all'esilio. Egli era nella linea di successione del ducato, subito dopo il ramo dei Gonzaga di Guastalla, e per questo suo figlio Sigismondo IV Gonzaga divenne nel 1746 il Capo della Casa dei Gonzaga.
Nel 1703 ricevette il titolo di Grande di Spagna.
Morì nel 1735.

## Discendenza
Il 28 novembre 1696 sposò Anna Goldoni Vidoni (20 giugno 1677-10 gennaio 1730), figlia di Aimo Gaspare e Antonia Eleonora Becaguti ed ebbero sette figli, di cui uno soltanto raggiunse l'età adulta:
- Maria Camilla (1° settembre 1697-poco dopo);
- Olimpia Maria (23 febbraio 1698-5 marzo 1698);
- Sigismondo Antonio (13 marzo 1700-16 agosto 1701);
- Lionora (6 agosto 1701-28 luglio 1704);
- Sigismondo (IV) (1702-1779)[2], ultimo discendente del tralcio iniziato da Carlo Gonzaga, e divenne nel 1746 erede teorico dell'ultimo duca Ferdinando Carlo Gonzaga, ma non reclamò mai I suoi diritti sul Ducato, sapendo gia' che il territorio Gonzaghesco era nelle mire di delle varie potenze europee, dopo la caduta e la morte dell'ultimo duca sovrano della famiglia Gonzaga. Nel 1724 sposò Carlotta Barisoni (1700-1768), figlia di Albertino.[2]
- Luigi (17 novembre 1705-28 gennaio 1706);
- Carlo (9 agosto 1707-?), morto in tenera età.

## Ascendenza
|                                                   |   |                                | Genitori                                     |  |  | Nonni |  |  | Bisnonni                             |  |  | Trisnonni                                    |  |
|                                                   |   |                                |                                              |  |  |       |  |  | Carlo Gonzaga, marchese di Vescovato |  |  | Sigismondo II Gonzaga, marchese di Vescovato |  |
|                                                   |   |                                |                                              |  |  |       |  |  | Carlo Gonzaga, marchese di Vescovato |  |  | Sigismondo II Gonzaga, marchese di Vescovato |  |
|                                                   |   | Lavinia Rangoni                |                                              |  |  |       |  |  | Carlo Gonzaga, marchese di Vescovato |  |  |                                              |  |
| Francesco Giovanni Gonzaga, marchese di Vescovato |   |                                |                                              |  |  |       |  |  | Carlo Gonzaga, marchese di Vescovato |  |  |                                              |  |
|                                                   |   | Emilia Olimpia Ferrero-Fieschi | Besso Ferrero-Fieschi, marchese di Masserano |  |  |       |  |  |                                      |  |  |                                              |  |
|                                                   |   | Emilia Olimpia Ferrero-Fieschi | Besso Ferrero-Fieschi, marchese di Masserano |  |  |       |  |  |                                      |  |  |                                              |  |
|                                                   |   | Emilia Olimpia Ferrero-Fieschi | Camilla Sforza di Santa Fiora                |  |  |       |  |  |                                      |  |  |                                              |  |
| Sigismondo III Gonzaga di Vescovato               |   | Emilia Olimpia Ferrero-Fieschi |                                              |  |  |       |  |  |                                      |  |  |                                              |  |
|                                                   |   | Rocco Flameni                  | …                                            |  |  |       |  |  |                                      |  |  |                                              |  |
|                                                   |   | Rocco Flameni                  | …                                            |  |  |       |  |  |                                      |  |  |                                              |  |
|                                                   |   | Rocco Flameni                  | …                                            |  |  |       |  |  |                                      |  |  |                                              |  |
| Ottavia Cecilia Flameni                           |   | Rocco Flameni                  |                                              |  |  |       |  |  |                                      |  |  |                                              |  |
|                                                   |   | Cornelia Dati                  | …                                            |  |  |       |  |  |                                      |  |  |                                              |  |
|                                                   |   | Cornelia Dati                  | …                                            |  |  |       |  |  |                                      |  |  |                                              |  |
|                                                   |   | Cornelia Dati                  | …                                            |  |  |       |  |  |                                      |  |  |                                              |  |
| Francesco Gaetano Gonzaga, marchese di Vescovato  |   | Cornelia Dati                  |                                              |  |  |       |  |  |                                      |  |  |                                              |  |
|                                                   | … | …                              |                                              |  |  |       |  |  |                                      |  |  |                                              |  |
|                                                   | … | …                              |                                              |  |  |       |  |  |                                      |  |  |                                              |  |
|                                                   | … | …                              |                                              |  |  |       |  |  |                                      |  |  |                                              |  |
| Alfonso Amigoni                                   | … |                                |                                              |  |  |       |  |  |                                      |  |  |                                              |  |
|                                                   |   | …                              | …                                            |  |  |       |  |  |                                      |  |  |                                              |  |
|                                                   |   | …                              | …                                            |  |  |       |  |  |                                      |  |  |                                              |  |
|                                                   |   | …                              | …                                            |  |  |       |  |  |                                      |  |  |                                              |  |
| Elena Amigoni                                     |   | …                              |                                              |  |  |       |  |  |                                      |  |  |                                              |  |
|                                                   |   | …                              | …                                            |  |  |       |  |  |                                      |  |  |                                              |  |
|                                                   |   | …                              | …                                            |  |  |       |  |  |                                      |  |  |                                              |  |
|                                                   |   | …                              | …                                            |  |  |       |  |  |                                      |  |  |                                              |  |
| Isabella d'Arco                                   |   | …                              |                                              |  |  |       |  |  |                                      |  |  |                                              |  |
|                                                   |   | …                              | …                                            |  |  |       |  |  |                                      |  |  |                                              |  |
|                                                   |   | …                              | …                                            |  |  |       |  |  |                                      |  |  |                                              |  |
|                                                   |   | …                              | …                                            |  |  |       |  |  |                                      |  |  |                                              |  |
|                                                   |   | …                              |                                              |  |  |       |  |  |                                      |  |  |                                              |  |